# Tyndarichus kuriri
Tyndarichus kuriri är en stekelart som beskrevs av Josef Fahringer 1944. Tyndarichus kuriri ingår i släktet Tyndarichus och familjen sköldlussteklar.
Artens utbredningsområde är Kroatien. Inga underarter finns listade i Catalogue of Life.